# Peribatodes simplicia
Peribatodes simplicia là một loài bướm đêm trong họ Geometridae.